# Hobbie Ridge
Hobbie Ridge ist ein wuchtiger Gebirgskamm im ostantarktischen Viktorialand. Er springt aus der Mitte des Kopfendes des Meander Glacier 8 km südlich des Mount Supernal hervor.
Der United States Geological Survey kartierte ihn anhand eigener Vermessungen und mithilfe von Luftaufnahmen der United States Navy zwischen 1960 und 1964. Das Advisory Committee on Antarctic Names benannte ihn 1969 nach dem US-amerikanischen Biologen John Eyres Hobbie (* 1935), der von 1962 bis 1963 auf der McMurdo-Station tätig war.